# 戴熺
戴熺（1578年—1625年），字亨晦，號鼎照，福建漳州府長泰縣人，軍籍，明朝政治人物。

## 生平
萬曆二十五年（1597年）丁酉科福建鄉試第八十九名舉人，三十五年（1607年）丁未科進士。大理寺观政，授左评事，三十七年升左寺副，三十九年升左寺正，四十年任廣東肇慶府知府，尋訪當年在此為官的包拯遺跡，并以其為楷模，不收财物。四十三年九月升廣東瓊州兵备兼提学副使，四十七年二月升廣東岭西道右参政，天启元年六月，升河南按察使。三年升广东右布政使，五年二月升广西左布政使，同年卒。

## 著作
戴熺早年與從兄戴燝及王一范、王恊梦、王从鹏读书东山，号“东山五友”。
任肇庆府知府不久，即重修包公祠，又因《包孝肃公奏议》缺佚，搜求古本，重新刻印成《包孝肃奏议》（万历端州本），并親自题跋。任副使期間，曾主修《琼州府志》。

## 家族
曾祖戴增宗，通判；曾叔祖父戴時宗，都察院右僉都御史；祖父戴泗，儒官；父戴廷楩。母沈氏。永感下。從兄戴燿，兵部右侍郎兼右僉都御史；戴燝，四川按察使。